# Національні академії наук, інженерії та медицини
Націона́льні акаде́мії нау́к, інжене́рії та медици́ни (англ. National Academies of Sciences, Engineering, and Medicine, NASEM) також відома як Національні академії (англ. the National Academies) — колективна наукова національна академія США. Назва використовується взаємозамінно у двох значеннях: (1) як загальний термін для трьох квазінезалежних почесних організацій-членів: Національної академії наук (NAS), Національної інженерної академії (NAE) і Національної медичної академії (NAM); і (2) як бренд для досліджень і звітів, виданих об'єднаним операційним підрозділом трьох академій Національною радою досліджень (англ. National Research Council, NRC). NRC було утворено в 1916 році як підрозділ NAS. Тепер NRC спільно керується всіма трьома академіями, щороку видає близько 200 публікацій через видавництво National Academies Press (NAP).
Національна академія наук, Національна інженерна академія та Національна медична академія хоч і є членами Національних академій наук, інженерії та медицини, кожна з них має свою власну керівну раду, і кожна самостійно обирає своїх нових членів. До складу трьох академій входять понад 6300 вчених, інженерів та медиків. Нові члени кожної організації обираються щорічно чинними членами з урахуванням їх видатних і поточних досягнень в оригінальних дослідженнях. Згідно з умовами первісної хартії Конгресу від 1863 року, академії слугують «заради суспільного блага» як «радники нації з питань науки, техніки і медицини».

## Історія
Національна академія наук США була створена 3 березня 1863 року. В хартії прийнятій Конгресом і підписаній президентом США Авраамом Лінкольном проголошувалось, що «…Академія на вимогу будь-якого урядового департаменту повинна досліджувати, експериментувати і повідомляти про будь-який предмет науки або мистецтва…»  В умовах Громадянської війни у США новій Академії ставилось не так багато наукових проблем, що потребували вирішення, але вона дійсно вирішувала питання «…карбування, мір і ваг, металевих корпусів кораблів та чистоти віскі…» Усі наступні афільовані організації було створено відповідно до цієї ж хартії Конгресу, включно з двома молодшими академіями, Національну інженерну (створено у 1964 році) і Національну медичну (створену як Інститут медицини у 1970 році і реорганізовано в академію у 2015 році).
Відповідно до цієї ж хартії у 1916 році була створена Національна дослідницька рада (англ. National Research Council, NRC). 19 червня того ж року тодішній президент США Вудро Вільсон звернувся до Національної академії наук з проханням організувати «Національну дослідницьку раду». Метою Ради (спочатку мала назву «Національний дослідницький фонд») було, зокрема, сприяти і заохочувати "…ширше використання наукових досліджень у розвитку американської промисловості … використання наукових методів для зміцнення національної оборони … та інші застосування науки, що сприятимуть національній безпеці і добробуту.
У той час зусилля Академії були спрямовані на підтримку готовності країни до оборони, у тому числі створення академіками Комітету з постачання азотної кислоти, були схвалені військовим міністром Ньютоном Д. Бейкером. Поставки азотної кислоти, важливого компонента при виробництві кордиту, вибухових речовин, барвників, добрив та інших продуктів, були недостатні у зв'язку з Першою світовою війною. NRC через свій комітет рекомендував імпортувати чилійську селітру й збудувати чотири нових заводи з виробництва артилерійських боєприпасів. Ці рекомендації були прийняті військовим міністерством у червні 1917 року, хоч заводи і не були збудовані до кінця війни. У 1918 році Вільсон офіційно закріпив існування NRC указом № 2859 Указ Вільсона оголосив, що функції NRC у цілому полягають у такому:
«Стимулювати дослідження в галузі математики, фізичних та біологічних наук та застосування цих наук в інженерії, сільському господарстві, медицині та інших галузях з метою збільшення знань, зміцнення національної оборони та інших способів сприяння громадському добробуту»
Оригінальний текст (англ.)
"(T)o stimulate research in the mathematical. physical, and biological sciences. and in the application of these sciences to engineering, agriculture. medicine. and other useful arts. with the object of increasing knowledge, of strengthening the national defense, and of contributing in other ways to the public welfare."
— Cochrane, Rexmond. The National Academy of Sciences: The First Hundred Years, 1863-1963
Після вступу США у Першу світову війну NRC діяв як Департамент науки і досліджень Ради національної оборони, а також як Науково-дослідницький відділ військ зв'язку армії США. Також, Рада організувала комітети, що займалися питаннями протичовнової і протигазової оборони.
1 червня 1917 року Рада скликала зустріч наукових представників Великої Британії і Франції із зацікавленим сторонами зі США з питання розроблення технологій виявлення підводних човнів. Ще одна зустріч з англійцями і французами, на якій розкрито детальніші відомості про їхню роботу, відбулася в Парижі у жовтні 1918 року. В результаті цих зустрічей NRC рекомендувала об'єднати науковців для роботи над проблемами, пов'язаними з виявленням підводних човнів. Завдяки успіху проведених під керівництвом Ради досліджень для розроблення звукового методу виявлення підводних човнів, а також інших військових інновацій, NRC зберегли після війни, хоча поступово тематика, якою займалась Рада відійшла від військових проблем.
Статут NRC змінювався тричі: у 1956 році, в січні 1993 року і в липні 2015 року.